# 阿亚库乔

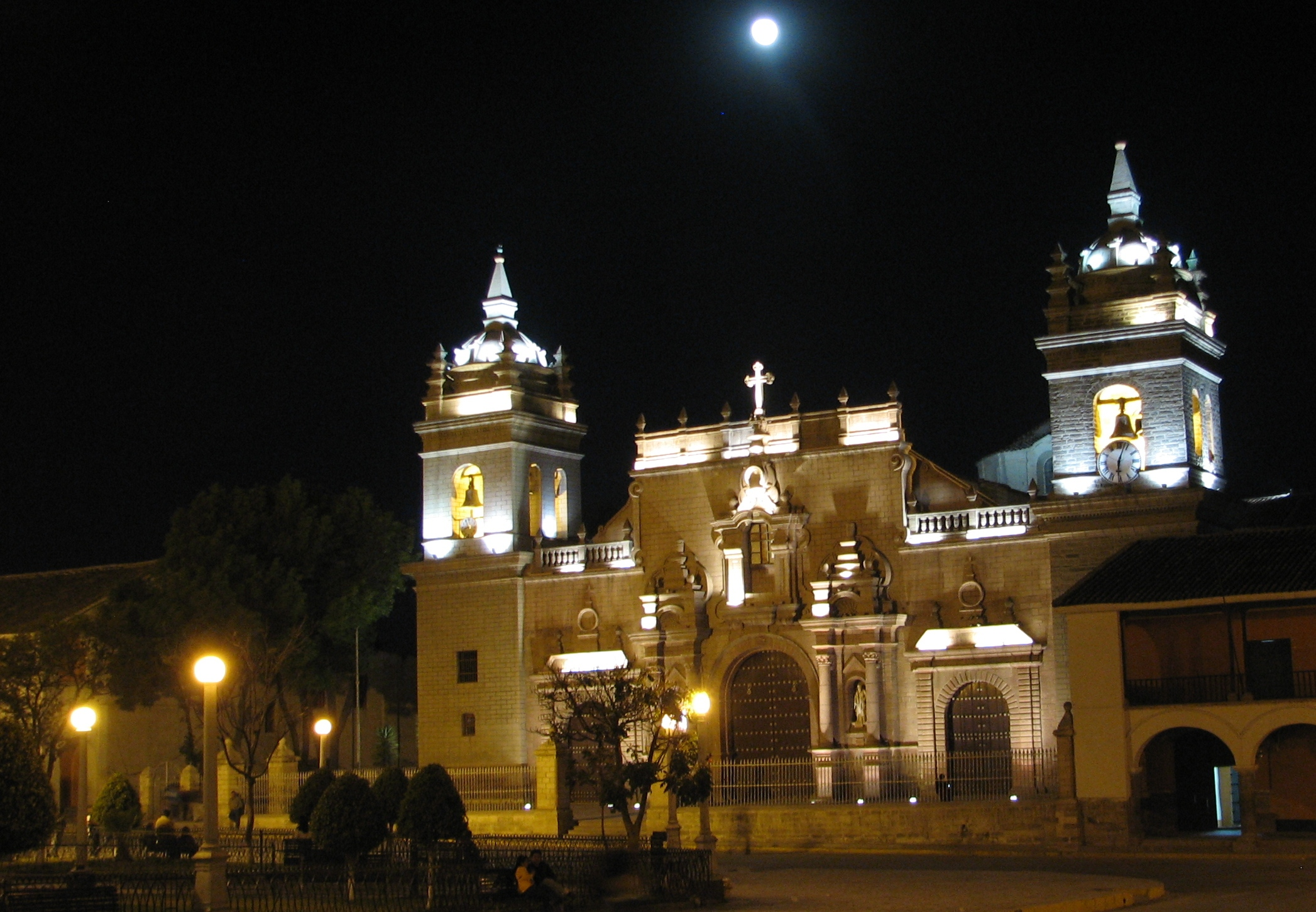
阿亚库乔市内的教堂

阿亚库乔是秘鲁的一个城市，隶属阿亚库乔大区瓦曼加省，为阿亚库乔大区首府。阿亚库乔市内有33座教堂，每一座代表耶稣生命的一年。阿亚库乔市人口151,019（2007年）。1824年，在此地发生了“阿亚库乔战役”，此役结束了西班牙的殖民统治。

## 地名

### 瓦曼加
瓦曼加，在盖丘亚语中发音是 Guaman qaqa，是西班牙人到达时，城市的所在地的称呼。据当地传说，維拉科查印加印加在他的一次活动期间在这个地方休息时，他用手喂了正落在他肩膀上的鹰。印加人惊呼：Guaman ka, 意思是“鹰，拿着”。
不过，Guamanga 这个名字也很可能来自 Wámanmarka（wáman“鹰”和 marka“镇”）。
对于西班牙人的奠基者，这座城市的第一个名字是“San Juan de la Frontera de Huamanga”（瓦曼加边境的圣胡安）。“圣胡安”是向圣胡安·埃万格里斯塔致敬，“边境”因为它是军事边界和抵御曼科·印加攻击的西班牙人的保垒。1542年9月16日，在征服者之间的内战期间，由于在楚帕斯战役中，忠于王室的军队战胜了迭戈德阿尔马格罗·埃尔莫佐的反叛军队后，将城市的名字被改为“San Juan de la Victoria de Huamanga”（瓦曼加的胜利的圣胡安）。

### 阿亚库乔
1825年2月15日，解放者西蒙·玻利瓦尔为了纪念爱国军队在阿亚库乔战役中的胜利，下令将原名瓦曼加（Huamanga）改为阿亚库乔（Ayacucho）。
阿亚库乔这个词源于盖丘亚语中的 aya（灵魂）和 k'uchu（家-角落）。因此，阿亚库乔这个词在词源上意为“灵魂的角落”，这种表达可能是由于这个地方发现的一系列人类遗骸所致，这是由于城市第一批居民渴望为其战略位置建立一个城镇，所持续的与不断扩大的印加帝国的入侵者战斗。
另一种解释认为，Ayak'uchu 的意思是“死者的角落”。然而，盖丘亚语单词 aya 并不具有死者的意思，更好地翻译为 wañusqa。注意，在盖丘亚语中 Ayacuchano 中没有使用挤喉音，因此 Ayak'uchu 发音为[ɐ.jɐˈkʊ.tʃʊ]，而不是[ɐ.jɐˈkʼʊ.tʃʊ]。